# Let It Shine
Let It Shine (no Brasil, Let It Shine; em Portugal, Vou Brilhar; e também conhecido como Vou Brilhar: Let It Shine ou ainda Na Batida do Coração) é um Filme Original Disney Channel de 2012. É estrelado por Tyler James Williams, Coco Jones, Trevor Jackson e Brandon Mychal Smith. O filme foi dirigido por Paul Hoen e escrito por Eric Daniel e D. Don Scott, trata-se de uma adaptação livre de  Cyrano de Bergerac. O Filme estreou Disney Channel EUA no dia 15 de Junho de 2012. O primeiro promocional de Let It Shine foi ao ar no Disney Channel Brasil no dia 23 de Junho de 2012 e estreou no 19 de Agosto de 2012. No Disney Channel Portugal, a estreia aconteceu no dia 14 de Setembro de 2012. O Filme Disney Channel chegou na Rede Telecine em 25 de Dezembro de 2012.
O filme é considerado um remake em padrões atuais da peça de teatro Cyrano de Bergerac.

## Sinopse
A história se desenrola em Atlanta, Georgia, com Cyrus DeBarge (Tyler James Williams), que é filho de um pastor, e seu melhor amigo, Kris McDuffy (Trevor Jackson).Roxanne 'Roxie' Andrews (Coco Jones) é uma amiga de infância dos dois, que se tornou conhecida no município e quem, junto com uma emissora local, inicia um concurso de composição.
Na casa de seu amigo Cyrus, Kris assiste uma propaganda sobre o concurso de rap e as regras, segundo as quais a pessoa que decidisse participar deveria enviar uma foto sua, junto com a letra da música. Rapidamente Kris e Cyrus criam o que parece ser uma competição entre eles, para decidir quem vai vencer. Cyrus, já habilidoso no rumo da música, devido ao seu tempo cantando e compondo músicas gospel na igreja de seu pai, compôs primeiro a sua música, gravou e decidiu enviar com uma foto dele e do Kris.
Roxanne, que está organizando o concurso, ouve a música de Cyrus e decide que ele deve ser o vencedor. Ela vê os dois amigos na foto e confunde Cyrus com seu melhor amigo. Logo depois, os três se conhecem. Roxie anuncia, como vencedor, o criador da música intitulada "Verdade".  Porém, dá o crédito a Kris, o garoto que estava na foto com o verdadeiro compositor. Kris convence Cyrus a deixá-lo se passar pelo compositor. Roxie se apaixona por Kris e Cyrus "luta" para anunciar que ele é o verdadeiro autor da música.

## Elenco
- Tyler James Williams como Cyrus DeBarge
- Trevor Jackson como Kris McDuffy
- Coco Jones como Roxanne 'Roxie' Andrews
- Brandon Mychal Smith como Lord of Da Bling (Lord do Brilhante(BR)
- Nicole Sullivan como Lyla
- Courtney B. Vance como Jacob DeBarge
- Dawnn Lewis como Gail DeBarge

## Produção
A Trilha sonora do filme inclui 13 músicas originais de grandes cantores, com por exemplo: Rock Mafia, Toby Gad, David Banner, Antonina Armato, Andy Dodd, In-Q, Adam Hicks, Coco Jones, Tyler James e outros.
O filme foi gravado em Atlanta e Marietta, Geórgia.

## Recepção
O filme estreou no Disney Channel com 5.7 Milhões de espectadores, ou seja, o filme é - até agora - o mais visto na Estreia no Disney Channel EUA no ano de 2012. A Disney lançou o filme em Disney DVD no dia 07 de Agosto de 2012.